# Кізлівок
Кізлівок (пол. Kozłówek) — село в Польщі, у гміні Вішньова Стрижівського повіту Підкарпатського воєводства.
Населення — 472 особи (2011).

## Етнографія
Лінгвісти зараховували українців даної місцевості до «замішанців» — проміжної групи між лемками і надсянцями.

## Історія
Українці-грекокатолики села поступово зазнавали процесів латинізації та подальшої полонізації. Вони належали до парафії Опарівка Короснянського деканату.
Після Другої світової війни село опинилось на теренах ПНР.
У 1975-1998 роках село належало до Ряшівського воєводства.

## Демографія
Демографічна структура станом на 31 березня 2011 року:
|          | Загалом | Допрацездатний вік | Працездатний вік | Постпрацездатний вік |
| -------- | ------- | ------------------ | ---------------- | -------------------- |
| Чоловіки | 235     | 58                 | 159              | 18                   |
| Жінки    | 237     | 57                 | 141              | 39                   |
| Разом    | 472     | 115                | 300              | 57                   |